# Loxodera
Loxodera és un gènere de plantes de la família de les poàcies, ordre de les poals, subclasse de les commelínides, classe de les liliòpsides, divisió dels magnoliofitins.

## Taxonomia
- Loxodera bovonei
- Loxodera caespitosa
- Loxodera epectinata
- Loxodera ledermannii
- Loxodera rhytachnioides
- Loxodera rigidiuscula
- Loxodera strigosa